# Аскът
А̀скът (на английски: Ascot) е град в Югоизточна Англия, в единната администрация Уиндзор и Мейдънхед и в историческото графство Бъркшър. Намира се на 40 km западно от центъра на Лондон. Известен е най-вече с пистата за конни надбягвания, на която през цялата година се провеждат състезания. Близостта му с Уиндзорския замък (6 мили) обуславя тясната връзка на кралското семейство със състезанията (всъщност самата писта е собственост на британската корона). Най-престижната седмица е през юни, когато се присъжда златната купа на Аскът (Ascot Gold Cup) и се стичат високопоставени гости от цял свят. Населението на града е около 5000 жители.

## Личности
Родени
- Грегъри Норминтън (р. 1976), писател

## Събития
- Royal Ascot – серия от конни надбягвания през юни, част от сезона на висшето общество. Провеждането им е традиция от 1711 г., когато на престола е кралица Ана
- Бирен фестивал в Аскът – Провежда се през септември.